# Transwede Airways
Transwede Airways AB là một hãng hàng không bay thuê bao có trung tâm hoạt động tại Sân bay Gothenburg-Landvetter, Thuỵ Điển. Hãng Transwede cung cấp dịch vụ theo thoả thuận thuê ướt từ Sân bay thành phố Luân Đông cũng như bay thuê bao. Công ty sở hữu là Braathens Aviation. 

## Điểm đến
Thay mặt cho AirOne
- Ý
  - Milan (Sân bay Linate)
- Anh quốc
  - London (Sân bay thành phố London)

Thay mặt cho Scandinavian Airlines
- Estonia
  - Tallinn (Sân bay Tallinn)
- Đức
  - Berlin (Tegel)
- Na Uy
  - Oslo (Oslo Airport, Gardermoen)
- Thuỵ Điển
  - Stockholm (Sân bay Stockholm-Arlanda)
- Anh quốc
  - London (Sân bay thành phố London)

## Đội tàu bay
Thời điểm tháng 3/2008, hãng Transwede Airways có các loại máy bay sau:
- 4 Avro RJ70 SE-DJP, SE-DJX, SE-DJY and SE-DJZ. Một máy bay hoạt động cho Scandinavian Airlines, hai máy bay hoạt động cho SAS Norge và một chiếc hoạt động cho Air One).
- 2 Avro RJ85 SE-DJO và SE-DJN hoạt động cho Scandinavian Airlines.